# Troisvaux
Troisvaux je francouzská obec v departementu Pas-de-Calais v regionu Hauts-de-France. Žije zde 288 obyvatel.

## Geografie

### Sousední obce
| Růžice kompasu |                   | Conteville-en-Ternois Huclier | Valhuon                | Růžice kompasu |
| Růžice kompasu | Hernicourt        | Sever                         | Brias                  | Růžice kompasu |
| Růžice kompasu | Hernicourt        | Troisvaux                     | Brias                  | Růžice kompasu |
| Růžice kompasu | Hernicourt        | Jih                           | Brias                  | Růžice kompasu |
| Růžice kompasu | Gauchin-Verloingt |                               | Saint-Pol-sur-Ternoise | Růžice kompasu |